# Southern Californian Championships
Il Southern Californian Championships è stato un torneo di tennis. Ha fatto parte del Grand Prix nel 1977, era giocato a Los Angeles negli Stati Uniti su campi in cemento.

## Albo d'oro

### Singolare
| Anno | Vincitore    | Finalista       | Punteggio     |
| ---- | ------------ | --------------- | ------------- |
| 1977 | Raúl Ramírez | Brian Gottfried | 7–5, 3–6, 6–4 |

### Doppio
| Anno | Vincitori                        | Finalisti                 | Punteggio |
| ---- | -------------------------------- | ------------------------- | --------- |
| 1977 | Sandy Mayer Frew Donald McMillan | Tom Leonard Mike Machette | 6–2, 6–3  |